# Ернст Казимир II (Изенбург и Бюдинген)
Вижте пояснителната страница за други личности с името Ернст Казимир.
Ернст Казимир II фон Изенбург и Бюдинген (на немски: Ernst Casimir II zu Ysenburg und Büdingen; * 14 декември 1806, Бюдинген; † 16 февруари 1861, Бюдинген) е 2. княз на Изенбург и Бюдинген в Бюдинген (1 ноември 1848 – 16 февруари 1861).

## Биография
Той е най-възрастният син на граф и по-късния княз Ернст Казимир I фон Изенбург и Бюдинген (1781 – 1852) и съпругата му графиня Фердинанда фон Ербах-Шьонберг (1784 – 1848), дъщеря на граф Густав Ернст фон Ербах-Шьонберг (1739 – 1812) и графиня Хенриета Кристиана фон Щолберг-Щолберг (1753 – 1816).
От 1826 г. Ернст Казимир II следва в университета в Гисен и по-късно в Берлин история и археология. Няколко години е на австрийска военна служба. На 9 април 1840 г. великият херцог Лудвиг II фон Хесен издига баща му Ернст Казимир I на княз. На 1 ноември 1848 г. баща му се отказва от управлението в полза на Ернст Казимир II. Автоматично той става член на Първата камера на Велико херцогство Хесен.
След дълго и тежко боледубване Ернст Казимир II умира през 1861 г. Синът му, наследственият принц Бруно, става княз.

## Фамилия
Ернст Казимир II се жени на 8 септември 1836 г. в Беерфелден, Оденвалд, за графиня Текла Аделхайд Юлия Луиза фон Ербах-Фюрстенау (* 9 март 1815, Фюрстенау; † 13 март 1874, Бюдинген), дъщеря на граф Албрехт фон Ербах-Фюрстенау (1787 – 1851) и принцеса София Емилия Луиза фон Хоенлое-Ингелфинген (1788 – 1859). Tе имат децата:
- Бруно Казимир Алберт Емил Фердинанд (1837 – 1906), 3. княз на Изенбург и Бюдинген в Бюдинген, женен I. на 31 юли 1862 г. в Лих за принцеса Матилда Хенриета Шарлота Мария София Вилхелмин фон Золмс-Хоензолмс-Лих (1842 – 1867), II. на 30 септември 1869 г. в Рюденхаузен за графиня Берта Амалазунда Жени Августа Амалия Фани Луиза фон Кастел-Рюденхаузен (1845 – 1927)
- Адалберт (1839 – 1885), принц на Изенбург и Бюдинген в Бюдинген, женен на 18 ноември 1875 г. (развод 1877) във Вехтерсбах за принцеса Гертруда Филипина Александра Мария Августа Луиза фон Изенбург-Бюдинген–Вехтерсбах (1855 – 1932)
- Емма Фердинанда Емилия (1841 – 1926), омъжена на 17 май 1859 г. в Бюдинген за княз Волфганг фон Кастел-Рюденхаузен (1830 – 1913)
- Агнес Мария Луитгарда (1843 – 1912), омъжена на 21 ноември 1865 г. в Бюдинген за граф Карл Фридрих фон Изенбург-Бюдинген-Меерхолц (1819 – 1900)
- Лотар (1851 – 1888), принц на Изенбург и Бюдинген в Бюдинген, женен на 19 август 1875 г. в Алмело за графиня Хенриета Жаклина Матилда Ворберт фон Васенауер-Щаренбург (1853 – 1930)